# 시그램
시그램(Seagram Company Ltd.)은 몬트리올에 본사를 둔 캐나다의 다국적 복합기업이었다. 워털루의 위스키 양조장으로 시작해 1990년대에는 세계최대의 주류기업으로 성장했지만 故 장진호 회장 취임 뒤 해당 기업(시그램)과 비슷한 형태(주류기업)인 진로그룹의 상황이 그랬던 것처럼 무리한 사업확장 탓인지 2000년 해체되었다. 음료 사업은 코카콜라 컴퍼니와 페르노리카에, 미디어 사업은 비방디가 인수했다.
1857년 온타리오주 워털루에서 설립된 양조장을 1883년 조셉 E 시그램이 인수해 시그램&선으로 개칭했다. 1924년 퀘벡주 몬트리올에서 조셉 브론프만이 디스틀러 코퍼레이션(Distillers Corporation Limited)을 설립했다. 디스틀러 코퍼레이션은 1920년대 미국의 금주법이 시행될 때 밀주제조로 큰 수익을 올렸고 금주법이 끝난 후에도 미국 정부에 150만 달러를 벌금으로 내고 미국 시장에서 계속 활발히 활동했다. 1928년 디스틀러 코퍼레이션은 조셉 E 시그램의 후손들로부터 시그램사를 인수해 합병했다. 새 기업은 시그램이란 사명을 유지했다.
1981년 듀폰의 지분 24%를 인수했다. 1995년 시그램의 수익의 70% 이상을 차지하던 듀폰 지분을 매각하고 미디어 기업인 MCA (기업), 폴리그램 등을 인수했다.
1958년부터 1979년 매각될 때까지 시그램의 미국 본사는 뉴욕의 시그램 빌딩이었다.